# 鈴川真一
鈴川 真一（すずかわ しんいち、1983年9月21日 - ）は、日本のプロレスラー。兵庫県川西市出身。プロレス興行IGFに参加していたが、2017年6月に退団しており、現在はフリー。尾車部屋（入門時は押尾川部屋）に所属していた元大相撲力士若麒麟 真一（わかきりん しんいち）である。最高位は西前頭9枚目（2008年1月場所）。

## 来歴

### 入門前
日本料理店を営む父の下に生まれた。父は中卒でそのまま料理の世界に進み、大阪や京都で修業を積んでから独立して店を開いた人物。幼少期は夜に父親が店の仕事で家にいないため、学校が終わったら父の店で食事をとってから家に戻っていた。木曜日に店が休みであったため、休みになると父に遊びに連れて行ってもらった。子供の頃のある時海水浴に行くと、岩場で巨大なクエが足元で泳いでいたため、その巨大さにパニックになって父にしがみついて2人で溺れそうになった。川西市立東谷中学校時代は半ば幽霊部員としてバレーボール部に所属し、何度も退部・復部を繰り返していた。中学1年生の時に既に相撲部屋を見学していたためこれが入門の切っ掛けになり、父も中卒で社会に出ていたため中卒入門には理解を示していた。角界入りする自分には関係が無いため卒業式の練習はサボっていたが上京前に父が中学時代の同級生を集めてフグ鍋パーティーを開いてくれた。

### 大相撲時代
中学卒業と同時に押尾川部屋に入門し、1999年3月場所に初土俵を踏んだ。押尾川親方(元大麒麟)も中卒入門で大関まで成り上がった人物であったため、最初の方は期待されて手が合った。鈴川の新弟子時代は新弟子の連絡手段と言えば専ら公衆電話であり、しかも新弟子時代には部屋の電話番もしなければならなかった。たまたま部屋の近くに電話ボックスはあったが、敢えて鈴川は家族に電話しなかった。入門から1年は家に帰らなかった。「強くなればNHKの大相撲中継に出られる」という思いから相撲に励んだ。
相撲経験はなかったが立合いからの突っ張りが得意で、体重の増加とともに重みが増し着実に番付を上げて行った。幕下に定着するまでに時間が掛かったが定着してからは上位まで一気に番付を駆け上がり、2004年9月場所に十両に昇進するとともに四股名を本名の鈴川から師匠（元大関・大麒麟）の四股名に因んで若麒麟と改めた。同じく大麒麟の四股名に因んだ力士として、1987年にプロレスラーへ転向した玉麒麟（田上明）がいた。
十両に昇進した2004年9月場所でも終盤まで優勝争いに加わり、最終的には10勝5敗と地力の高さを見せた。しかし翌場所から2場所連続で7勝8敗と負け越した上、2005年1月場所千秋楽に右膝を故障してしまい3月場所を全休した結果、幕下に陥落した。
この故障のため、5月場所も全休し幕下西50枚目まで番付を落としたが9月場所に東幕下42枚目で7戦全勝で幕下優勝、11月場所も勝ち越し、2006年1月場所に5場所ぶりに十両に復帰することが決まった。また、故障中の2005年4月に押尾川親方が押尾川部屋を閉めたため、若兎馬らと共に尾車部屋に移籍した。
十両には復帰したものの体重は新十両だった当時から10kg近く減少し、突っ張りの威力も落ちるなど故障の影響は大きく11月場所でも自ら攻めて勝った相撲はほとんど見られなかった。このため再十両の2006年1月場所も東十両14枚目で4勝11敗と大きく負け越してしまい、1場所で再び幕下に陥落。3月場所と5月場所でもともに2勝5敗と大きく負け越した。
しかし2006年7月場所から5場所連続で勝ち越し、調子を取り戻すと2007年5月場所では西幕下3枚目で全勝優勝。翌7月場所の十両復帰を決めた。この7月場所でも調子のよさを見せて10勝5敗と大きく勝ち越し、一気に自己最高位を更新して十両2枚目に昇進した。さらに幕内がかかった9月場所でも9勝6敗と勝ち越し、11月場所での新入幕を果たした。
新入幕の2007年11月場所では幕内下位ながらも13日目まで優勝の可能性を残し最終的には10勝5敗と勝ち越し、2008年1月場所では前頭9枚目と幕内中位にまで昇進した。しかし、その2008年1月場所で4勝11敗と大きく負け越し、2008年3月場所では再び前頭15枚目と幕内下位となった。さらにこの場所でも6勝9敗と2場所連続で負け越し、翌2008年5月場所で十両に陥落した。その後、十両の上位から中位にいたが、十両東3枚目として迎えた2009年1月場所において9勝6敗の成績を挙げ、再入幕も期待されていた。
2008年11月場所では体重252kg（当時）の山本山を立合いの張り手1発で土俵に沈めるなど、非常に激しい相撲をとることで知られていた。

### 大麻取締法違反
2009年1月30日、乾燥大麻16グラムを所持していたとして大麻取締法違反（所持）の現行犯で神奈川県警察に逮捕された。神奈川県警察が、別の大麻譲渡事件の捜査中にその事件の被疑者の勤務先である東京都港区六本木のCD販売店の事務所内を家宅捜索し、この際に居合わせた若麒麟が大麻を所持していたため、ヒップホップグループ「練マザファッカー」のリーダー・D.Oらとともに現行犯逮捕に至った。日本人力士が同法で逮捕されたのは初めてのことである。若麒麟はかねてよりヒップホップに造詣が深くミュージシャンとの親交もあり、YOU THE ROCK★（2010年に大麻取締法違反で逮捕）のブログでもしばしば取り上げられていた。
なお、2008年8月19日に当時幕内力士だった若ノ鵬が大麻所持により逮捕されたことを受け、2008年9月2日に日本相撲協会が簡易キットによる抜き打ち尿検査を行った際には、1回目の検査結果は陰性であったものの、検査結果が不鮮明だったために2度再検査を受けることになり、最終的には陰性と判定されていた。この際に、露鵬と白露山は検査に対して陽性を示したため解雇されている。
逮捕翌日の1月31日に、師匠の尾車親方が若麒麟の弁護士を通じて引退の意思を確認し、同日付で引退届を提出した。この引退届の扱いについて、日本相撲協会は一応受け取ったものの、扱いを保留とした。そして、最終的には2月2日の理事会において若麒麟の解雇、及び師匠の尾車親方の二階級降格（委員→年寄）が決定された。
日本相撲協会の寄附行為によれば解雇の場合、退職金に当たる力士養老金の受給資格があったが、2月5日に尾車親方と若麒麟の父親を通じて謝罪の手紙と共に日本相撲協会に力士養老金受け取りの辞退を申し入れた。
その後、若麒麟は2月20日に大麻取締法違反（所持）の罪で起訴された後、4月13日の初公判では起訴事実を認め、また尾車部屋でも大麻を使用したことを明らかにした。これに対して横浜地裁は4月22日、懲役10ヶ月、執行猶予3年の判決を下した。2012年、猶予期間満了。

### 家業手伝い時代
留置場を出ると父が身元を引き取りに来て、実家に戻ることになった。以降1年間は家業の日本料理店に従事した。郷土の市場の人達は相撲協会を解雇された自身を変わらず応援していた。
鈴川は人を大事にし、良い食材を料理に使う父の心構えを家業手伝いの中で感じ取った。

### プロレスへの転向
その後、本名の鈴川真一としてプロレスデビューすべくU.W.F.スネークピットジャパンにて修行を行っていた。因みに鈴川はプロレス入りするまでプロレスの映像を観たことすらなかった。アントニオ猪木の指示で2010年5月9日のIGF大阪大会にてデビューすることが発表されたが、変更され9月25日のJCBホール大会「GENOME13」でデビュー。マーク・コールマンと対戦し、11分58秒試合放棄によるTKO勝ちとなった。
2010年12月31日、Dynamite!! 〜勇気のチカラ2010〜の第1試合でボブ・サップとIGF特別ルールで対戦する予定であったが、「サップの戦意喪失」による不戦勝となった。この試合は鈴川が執行猶予中ということもあり、電波に乗せる事はできないため、テレビ放送では試合結果のみを伝えるダークマッチの予定であった。
2011年12月、2011年プロレス大賞新人賞を受賞。
2017年6月29日、IGFを退団。背景にはIGFを巡る猪木と経営陣の対立があるが、直接の要因としては「前日の午前10時に突然呼び出され、抜き打ちで尿検査を強要され、大量に水を飲まされ吐いてしまった」ことが原因だと語った。当面はフリーとして活動していく方針としている。

### ガチ相撲トーナメント
2011年9月25日放送の『クイズ☆タレント名鑑』の企画「USC 〜史上最大ガチ相撲トーナメント 2011 秋〜」に出場、番組では「贖罪のスモウレスラー」と紹介された。しかし準決勝で菊田早苗に破れ敗退。
2012年3月25日放送、「USC 〜史上最大ガチ相撲トーナメント 2012 春〜」では、一回戦でエメリヤーエンコ・ヒョードルを破り、決勝では元小結・孝乃富士こと安田忠夫を破り優勝した、取組後には「今度は曙とやりたい」と語っている。

### 再度の逮捕
2021年3月、JR池袋駅で大麻を所持していたとして大麻取締法違反で警視庁池袋警察署に現行犯逮捕された。
2度目の逮捕の際、相撲協会関係者から現役時代より悪評が立っていたことに触れられた。関係者によると、現役時代には素行不良で知られていた露鵬と仲が良く、酒を飲んでいなくともテンションが高かったという。鈴川が1度目の逮捕となった際、周囲は「やっぱりな」という反応であった。
プロレスのリングで対戦相手を務めた経験がある青木真也は「驚かない!大往生じゃないですかね」とコメントし、「今後は石垣島に渡って、後継者を育ててほしい」と皮肉を述べた。村上和成はIGF退団を報告した際にアントニオ猪木に土下座した件に触れて「あれもうわべだけだったということ。結果的には演技していたってことになる。もう会長（猪木）の顔に泥を塗ったとかいう次元の話じゃない」と厳しく指摘し「恥を知れ!」と憤慨の様子を見せた。

## エピソード
- 食べ物の好き嫌いはなく、好き嫌いしていたら若い衆には食べるものがなかった新弟子時代にはその点苦労しなかった[1]。
- 力士養成員時代には年1回の帰郷で父から差し入れを受けるのが楽しみであった。鈴川は引退後に「サバの棒ずしとかサンマの棒ずし、あとは缶詰とかごはんの友みたいなああいう系ですね。激うまでした」と当時の思い出を語った[1]。

## 戦績
| 総合格闘技 戦績 | 総合格闘技 戦績 | 総合格闘技 戦績 | 総合格闘技 戦績 | 総合格闘技 戦績 | 総合格闘技 戦績 | 総合格闘技 戦績 |
| --------------- | --------------- | --------------- | --------------- | --------------- | --------------- | --------------- |
| 6 試合          | (T)KO           | 一本            | 判定            | その他          | 引き分け        | 無効試合        |
| 2 勝            | 2               | 0               | 0               | 0               | 0               | 0               |
| 4 敗            | 3               | 1               | 0               | 0               | 0               | 0               |

| 勝敗 | 対戦相手               | 試合結果                         | 大会名                                                    | 開催年月日     |
| ×    | クリス・バーネット     | 1R 1:44 KO（パウンド）           | INOKI BOM-BA-YE 2015                                      | 2015年12月31日 |
| ○    | ジン・イックテ         | 1R 0:18 TKO（左フック→パウンド） | INOKI GENOME FIGHT 3 【IGF WORLD GP 2015 リザーブマッチ】 | 2015年4月11日  |
| ×    | クリス・バーネット     | 1R 1:57 TKO（パウンド）          | INOKI BOM-BA-YE 2014                                      | 2014年12月31日 |
| ○    | ミノワマン             | 2R 0:59 TKO（タオル投入）        | INOKI GENOME FIGHT 2                                      | 2014年8月23日  |
| ×    | ボブ・アームストロング | 1R 2:00 KO（右フック）           | INOKI GENOME FIGHT 1                                      | 2014年4月5日   |
| ×    | ミルコ・クロコップ     | 1R 1:18 逆十字固め               | INOKI BOM-BA-YE 2012                                      | 2012年12月31日 |

## 主な成績

### 大相撲
- 通算成績：279勝232敗22休 勝率.546
- 幕内成績：20勝25敗 勝率.444
- 十両成績：85勝80敗15休 勝率.515
- 現役在位：60場所
- 幕内在位：3場所
- 十両在位：12場所
- 各段優勝 
  - 幕下優勝：2回（2005年9月場所、2007年5月場所）

## 場所別成績
| | 一月場所 初場所（東京） | 三月場所 春場所（大阪）  | 五月場所 夏場所（東京） | 七月場所 名古屋場所（愛知） | 九月場所 秋場所（東京） | 十一月場所 九州場所（福岡） |
| --- | ----------------------- | ------------------------ | ----------------------- | --------------------------- | ----------------------- | --------------------------- |
| 1999年 （平成11年） | x                       | （前相撲）               | 東序ノ口30枚目 4–3      | 西序二段161枚目 2–5         | 東序ノ口21枚目 2–5      | 東序ノ口30枚目 5–2          |
| 2000年 （平成12年） | 東序二段122枚目 3–4     | 西序二段134枚目 5–2      | 東序二段79枚目 1–6      | 西序二段106枚目 4–3         | 東序二段79枚目 4–3      | 西序二段53枚目 3–4          |
| 2001年 （平成13年） | 東序二段82枚目 5–2      | 西序二段39枚目 5–2       | 東序二段4枚目 3–4       | 東序二段18枚目 6–1          | 東三段目56枚目 3–4      | 西三段目78枚目 5–2          |
| 2002年 （平成14年） | 西三段目46枚目 4–3      | 西三段目32枚目 4–3       | 東三段目20枚目 5–2      | 西幕下57枚目 3–4            | 西三段目14枚目 5–2      | 東幕下48枚目 3–4            |
| 2003年 （平成15年） | 西三段目3枚目 2–5       | 西三段目29枚目 5–2       | 西三段目2枚目 6–1       | 東幕下29枚目 3–4            | 西幕下39枚目 4–3        | 東幕下31枚目 5–2            |
| 2004年 （平成16年） | 西幕下18枚目 4–3        | 東幕下16枚目 4–3         | 東幕下12枚目 5–2        | 東幕下2枚目 4–3             | 西十両13枚目 10–5       | 西十両9枚目 7–8             |
| 2005年 （平成17年） | 東十両10枚目 7–8        | 東十両11枚目 休場 0–0–15 | 東幕下10枚目 休場 0–0–7 | 西幕下50枚目 4–3            | 東幕下42枚目 優勝 7–0   | 西幕下3枚目 4–3             |
| 2006年 （平成18年） | 東十両14枚目 4–11       | 東幕下6枚目 2–5          | 東幕下18枚目 2–5        | 西幕下32枚目 5–2            | 東幕下20枚目 4–3        | 東幕下13枚目 4–3            |
| 2007年 （平成19年） | 東幕下9枚目 4–3         | 西幕下7枚目 5–2          | 西幕下3枚目 優勝 7–0    | 西十両9枚目 10–5            | 西十両2枚目 9–6         | 西前頭15枚目 10–5           |
| 2008年 （平成20年） | 西前頭9枚目 4–11        | 東前頭15枚目 6–9         | 東十両筆頭 7–8          | 東十両2枚目 7–8             | 東十両4枚目 6–9         | 西十両6枚目 9–6             |
| 2009年 （平成21年） | 東十両3枚目 9–6         | 解雇 –                   | x                       | x                           | x                       | x                           |
| 各欄の数字は、「勝ち-負け-休場」を示す。 優勝 引退 休場 十両 幕下 三賞：敢=敢闘賞、殊=殊勲賞、技=技能賞 その他：★=金星 番付階級：幕内 - 十両 - 幕下 - 三段目 - 序二段 - 序ノ口 幕内序列：横綱 - 大関 - 関脇 - 小結 - 前頭（「#数字」は各位内の序列） |                         |                          |                         |                             |                         |                             |

### 幕内対戦成績
| 力士名 | 勝数 | 負数 | 力士名 | 勝数 | 負数 | 力士名   | 勝数 | 負数 | 力士名 | 勝数 | 負数 |
| ------ | ---- | ---- | ------ | ---- | ---- | -------- | ---- | ---- | ------ | ---- | ---- |
| 岩木山 | 0    | 1    | 皇司   | 0    | 1    | 海鵬     | 1    | 2    | 垣添   | 3    | 0    |
| 鶴竜   | 0    | 1    | 春日王 | 0    | 1    | 春日錦   | 0    | 1    | 旭天鵬 | 0    | 1    |
| 清瀬海 | 0    | 1    | 黒海   | 0    | 2    | 境澤     | 0    | 1    | 玉春日 | 1    | 1    |
| 出島   | 0    | 1    | 時天空 | 0    | 1    | 土佐ノ海 | 1    | 1    | 栃煌山 | 1    | 2    |
| 栃乃洋 | 2    | 1    | 豊響   | 0    | 1    | 白露山   | 1    | 0    | 把瑠都 | 0    | 1    |
| 普天王 | 2    | 0    | 豊真将 | 0    | 2    | 北勝力   | 1    | 1    | 龍皇   | 1    | 0    |
| 露鵬   | 1    | 0    | 若の里 | 1    | 0    | 若ノ鵬   | 1    | 1    |        |      |      |

## 改名歴
- 鈴川 真一（すずかわ しんいち）1999年3月場所-2004年7月場所
- 若麒麟 真一（わかきりん しんいち）2004年9月場所-2009年1月場所